# مانوج باهوا
مانوج باهوا هو ممثل هندي، ولد في 1 سبتمبر 1963 بدلهي في الهند.

## أعمال

### أفلام
- (2007) سلام إشق
- (2012) كوكتيل

## وصلات خارجية
- مانوج باهوا على موقع IMDb (الإنجليزية)
- مانوج باهوا على موقع ألو سيني (الفرنسية)
- مانوج باهوا على موقع أول موفي (الإنجليزية)
- مانوج باهوا على موقع قاعدة بيانات الفيلم (الإنجليزية)
- مانوج باهوا على موقع كينوبويسك (الروسية)